# Funicular de Tucumán
El Funicular de Tucumán fue un proyecto no concretado que se planteó entre los años 1948 y 1955 para la construcción de un funicular (tren eléctrico), con el objetivo de unir dos núcleos universitarios ubicados en Horco Molle y San Javier de la Universidad Nacional de Tucumán.
Consistía en un tendido ferroviario de unos 3 km con 6 viaductos que permiten salvar quebradas.

## Historia
El proyecto del Funicular nació en el año 1948, durante el rectorado del Dr. Horacio R. Descole, en el primer gobierno de Perón; el mismo iba a conectar dos centros universitarios: el casco principal y el casco secundario. El primero iba a estar ubicado en la Villa de San Javier, en donde hoy está el monoblock abandonado. Este proyecto no iba a estar limitado únicamente a este block, sino a varios de ellos que iban a albergar a todas las facultades, las dependencias y el rectorado de la UNT. El casco secundario estaría ubicado en la zona de Horco Molle, en donde hoy se encuentran las residencias universitarias, sin ser los edificios actuales, parte del proyecto original.
Fue diseñado en la época de oro de la UNT, en la que el Instituto de Arquitectura (luego Facultad) tenía como profesores a grandes genios pertenecientes al "Movimiento Moderno", como los arquitectos: Eduardo Sacriste, Vivanco, Horacio Caminos, Enrico Tedeschi y Cino Calcaprina. Estos hombres concibieron el megaproyecto destinado no sólo a la comunidad universitaria (en ese momento de 30.000 personas), sino a los habitantes de la villa de San Javier, que estaba siendo construida en esos mismos años.
Este gran proyecto buscaba cumplir con el rol social de la universidad, poniéndose al servicio de la comunidad, y también estaba basado en las ciudades europeas como Lisboa, que cuentan con funiculares para salvar los accidentes geográficos.En este lugar la Universidad  llevó adelante en el año 1948, el Proyecto de la Ciudad Universitariatal es el caso el Monoblock, o del trazado del tren Funicular, que actualmente una parte de estas son utilizada como sendero peatonal que lleva hasta la parte alta de San Javier,  otras como las 33 viviendas
En esta obra se juntaron dos factores importantes: grandes mentes soñadoras y un país con una fuerte solvencia económica.
En los últimos años hubo dos intentos de reflotar el mismo: uno en el año 1973, cuando regresó el rector Descole al Instituto Miguel Lillo, y otro en el 1985, con el rector Rodolfo Martín Campero.

## Actualidad
Actualmente se puede visitar el 3.er puente, ya que ahora el recorrido se usa para el senderismo, durante su recorrido el visitante además de observar las construcciones de aquella época, recorrerá la selva basal de las yungas en donde podrá apreciar Horco Molle, Laureles, Nogales, etc. y numerosas especies de aves.
La dificultad de esta senda es baja y el tiempo de recorrido es de una hora de ida y vuelta y la distancia recorrida es de 1.600 metros.

## Estado de la obra
La obra estaba a punto de concluirse cuando se suspendió debido al golpe de Estado de 1955.
El proyecto no prosperó, aunque hubo varios intentos, como en el período entre 1990 y 1995, para reflotar el funicular. Es decir durante el Gobierno de Palito Ortega.

## Impacto Ambiental
Se decía en esa época que el funicular iba tener un grave impacto ambiental [cita requerida]pero así hubiese sido un importante atractivo turístico para la zona.

## Proyectos actuales de recuperación
En la actualidad hay proyectos de recuperar el funicular o si esto es costoso instalar un teleférico, según declaraciones del director del Ente Tucumán Turismo a LV12.